# Municipio de Lynn (condado de Lincoln)
El municipio de Lynn (en inglés: Lynn Township) es un municipio ubicado en el condado de Lincoln en el estado estadounidense de Dakota del Sur. En el año 2010 tenía una población de 298 habitantes y una densidad poblacional de 3,25 personas por km².

## Geografía
El municipio de Lynn se encuentra ubicado en las coordenadas 43°17′38″N 96°44′14″O / 43.29389, -96.73722. Según la Oficina del Censo de los Estados Unidos, el municipio tiene una superficie total de 91.69 km², de la cual 91,63 km² corresponden a tierra firme y (0,07 %) 0,07 km² es agua.

## Demografía
Según el censo de 2010, había 298 personas residiendo en el municipio de Lynn. La densidad de población era de 3,25 hab./km². De los 298 habitantes, el municipio de Lynn estaba compuesto por el 98,66 % blancos, el 0,34 % eran amerindios, el 1,01 % eran asiáticos. Del total de la población el 0,34 % eran hispanos o latinos de cualquier raza.